# Дагуров, Владимир Геннадьевич
Владимир Геннадьевич Дагуров (25 сентября 1940, Нальчик — 22 октября 2018, Москва) — советский русский поэт, врач. Кандидат медицинских наук.

## Биография

### Семья
Родился в семье Геннадия Владимировича и Елены Борисовны Дагуровых.
У Владимира два брата.

### Образование
Окончил Свердловский государственный медицинский институт (1963), там же аспирантуру на кафедре фармакологии (кандидат медицинских наук), Высшие литературные курсы при Литературном институте имени А. М. Горького (1985).

### Трудовая биография
В 1968 году переехал в Москву, где преподавал в мединституте.

### Творческая биография
На его стихи положены песни, которые исполняли Валерий Леонтьев («Сеньорита Грация»), Валентина Толкунова («Веточка вербы»), Филипп Киркоров («Весенний календарь»), Надежда Чепрага («Золотой звездопад») и другие.

## Публикации
Автор стихотворных сборников: «Моё поколение» (1963), «Дыхание» (1969), «Сроки» (1978), «Созвездие весов» (1986), «Мурашки» (1996), «Весенние соблазны» (2004) и других.

## Награды
Лауреат премии имени А. Платонова.